# Chionaema metamelas
Chionaema metamelas là một loài bướm đêm thuộc phân họ Arctiinae, họ Erebidae.